# Бутовська лінія
Бутовська лінія — дванадцята лінія Московського метрополітену. Фактично є продовженням Серпуховсько-Тимірязівської лінії, проте потяги не прямують з однієї лінії на іншу, пасажири мають здійснювати пересадку. На схемах позначається сіро-блакитним кольором та числом .
Має 7 станцій. Експлуатаційна довжина — 10 км. Середньодобовий пасажиропотік лінії 2007 року становив 51 тис. осіб.

## Пересадки
| Пересадка на лінію         | Зі станції              | На станцію               |
| -------------------------- | ----------------------- | ------------------------ |
| Калузько-Ризька            | Бітцевський парк        | Новоясенєвська           |
| Серпуховсько-Тимірязівська | Вулиця Старокачаловська | Бульвар Дмитра Донського |

## Депо та рухомий склад

### Депо, що обслуговували лінію
| Депо         | Роки обслуговування |
| ------------ | ------------------- |
| «Варшавське» | з 2003              |

### Кількість вагонів у потягах
| Кількість вагонів | Роки   |
| ----------------- | ------ |
| 3 (типу «Русич»)  | з 2003 |
| 4                 | у 2004 |

### Типи вагонів
| Тип вагонів      | Роки              |
| ---------------- | ----------------- |
| 81-717.5М/714.5М | у 2004            |
| 81-740/741       | з 2003            |
| 81-740А/741А     | 2004-2005, з 2006 |
| 81-740.4/741.4   | з 2013            |

## Фотографії

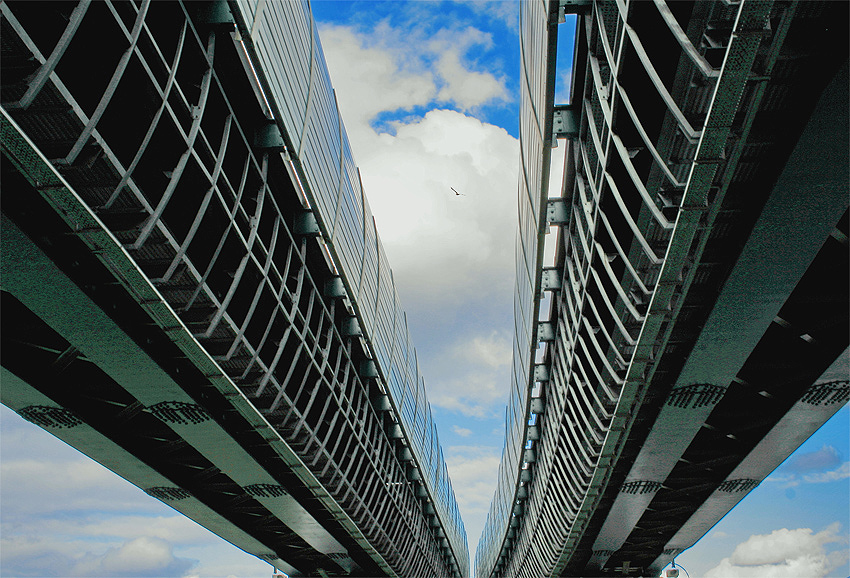
Естакада Бутівської лінії
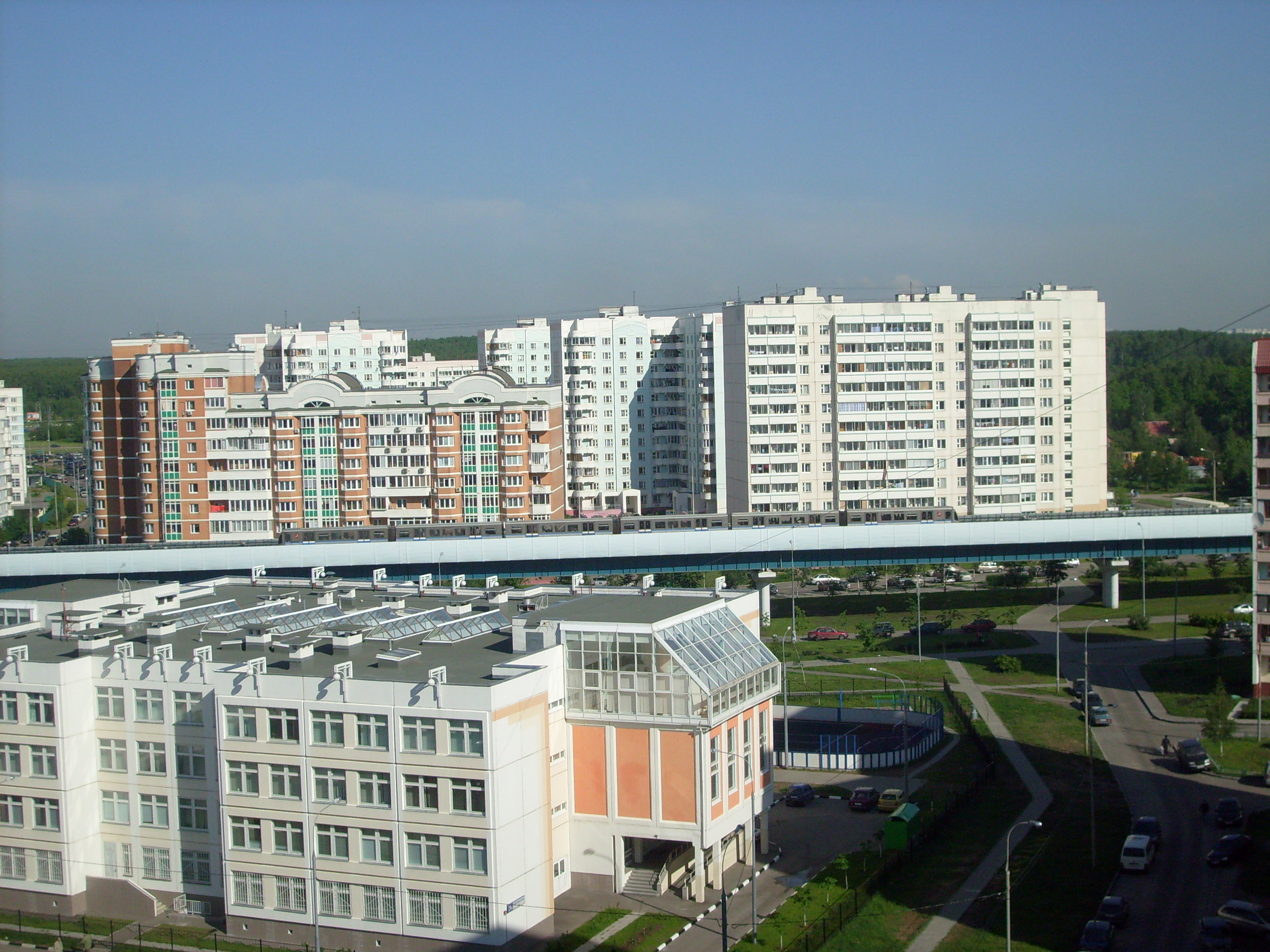
Перегон між станціями «Вулиця Старокачаловская» та «Вулиця Скобелевская». 25 квітня 2008
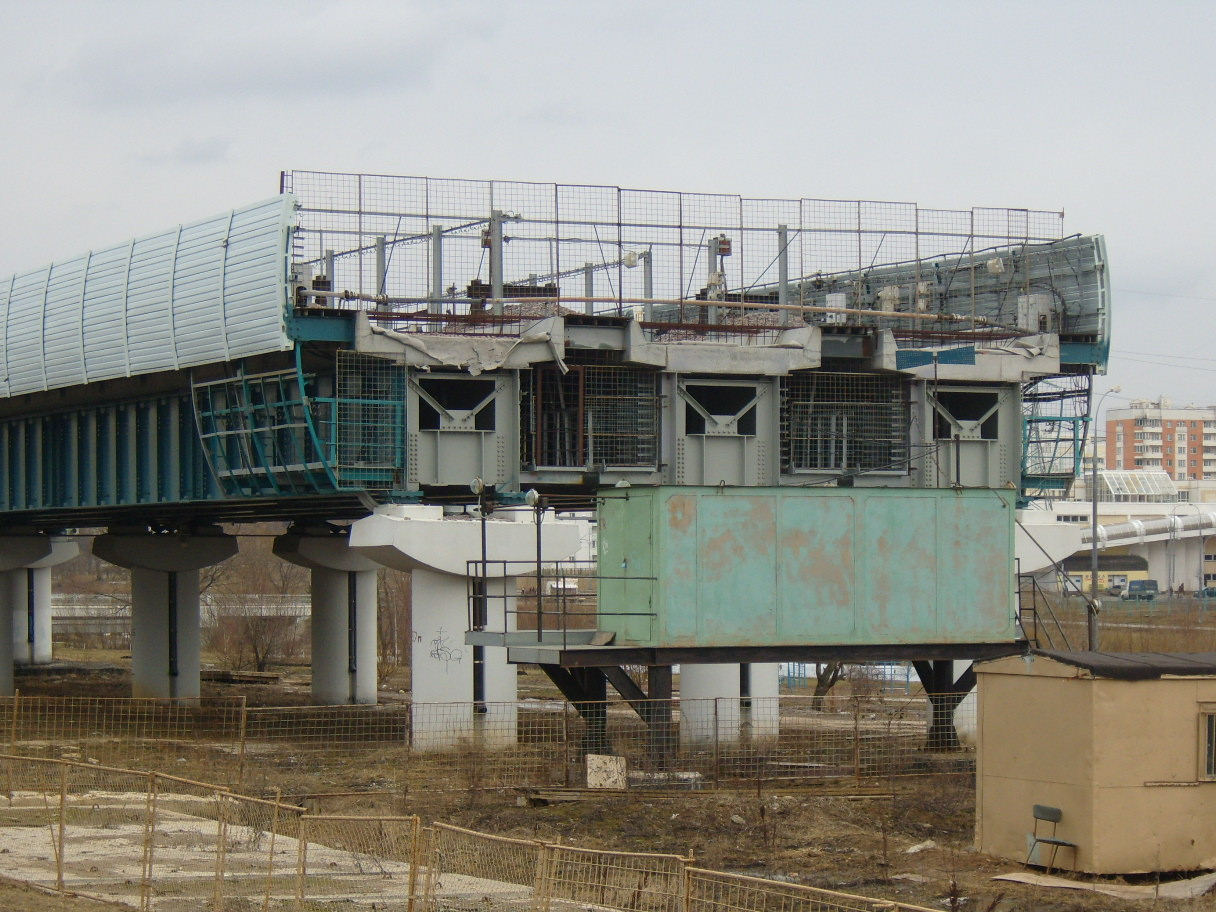
Оборотний тупик за станцією «Бунинская алея». 19 березня 2008
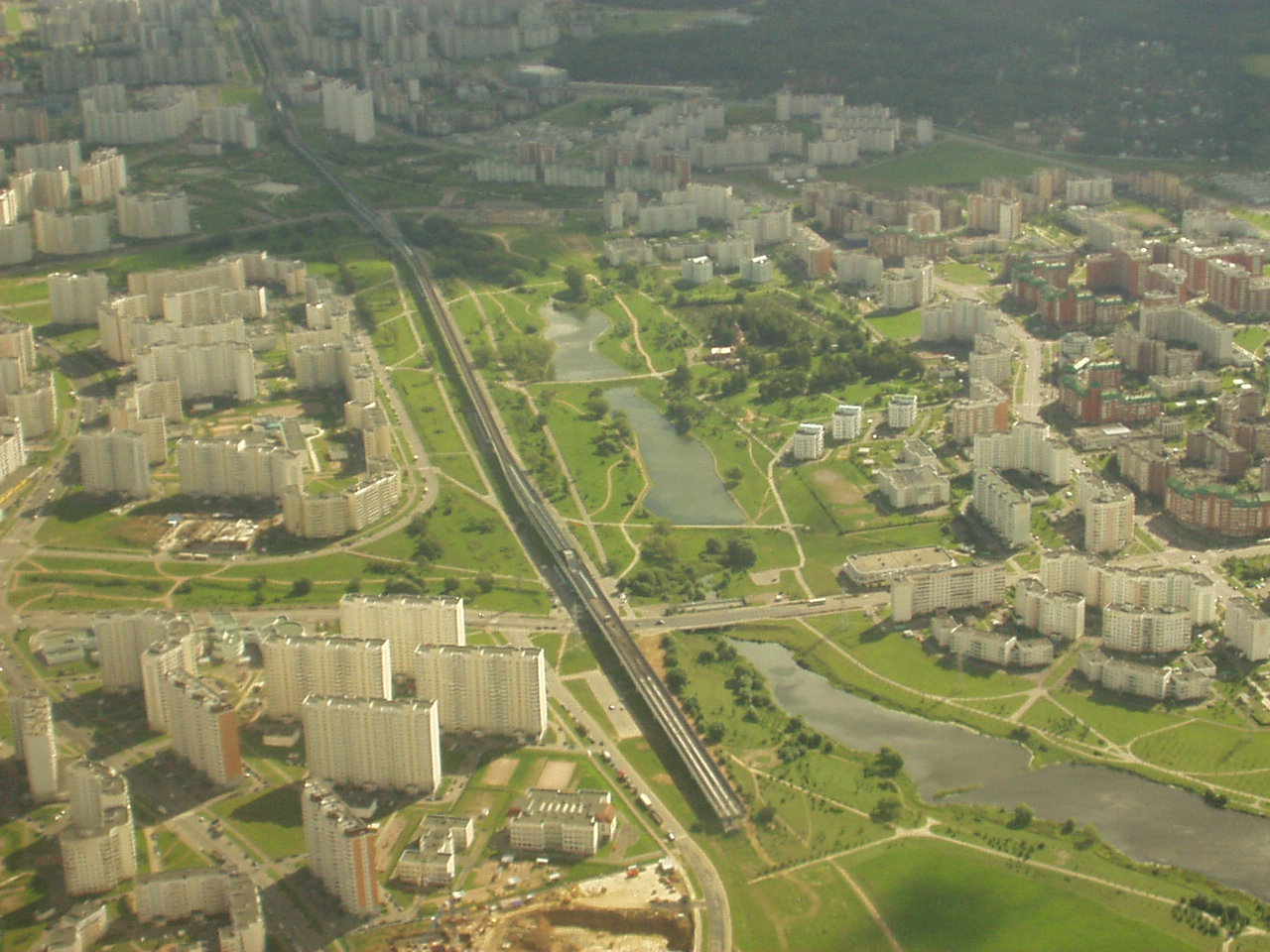
Станція «Бунинская алея» та оборотні тупики, 7 серпня 2008 р.
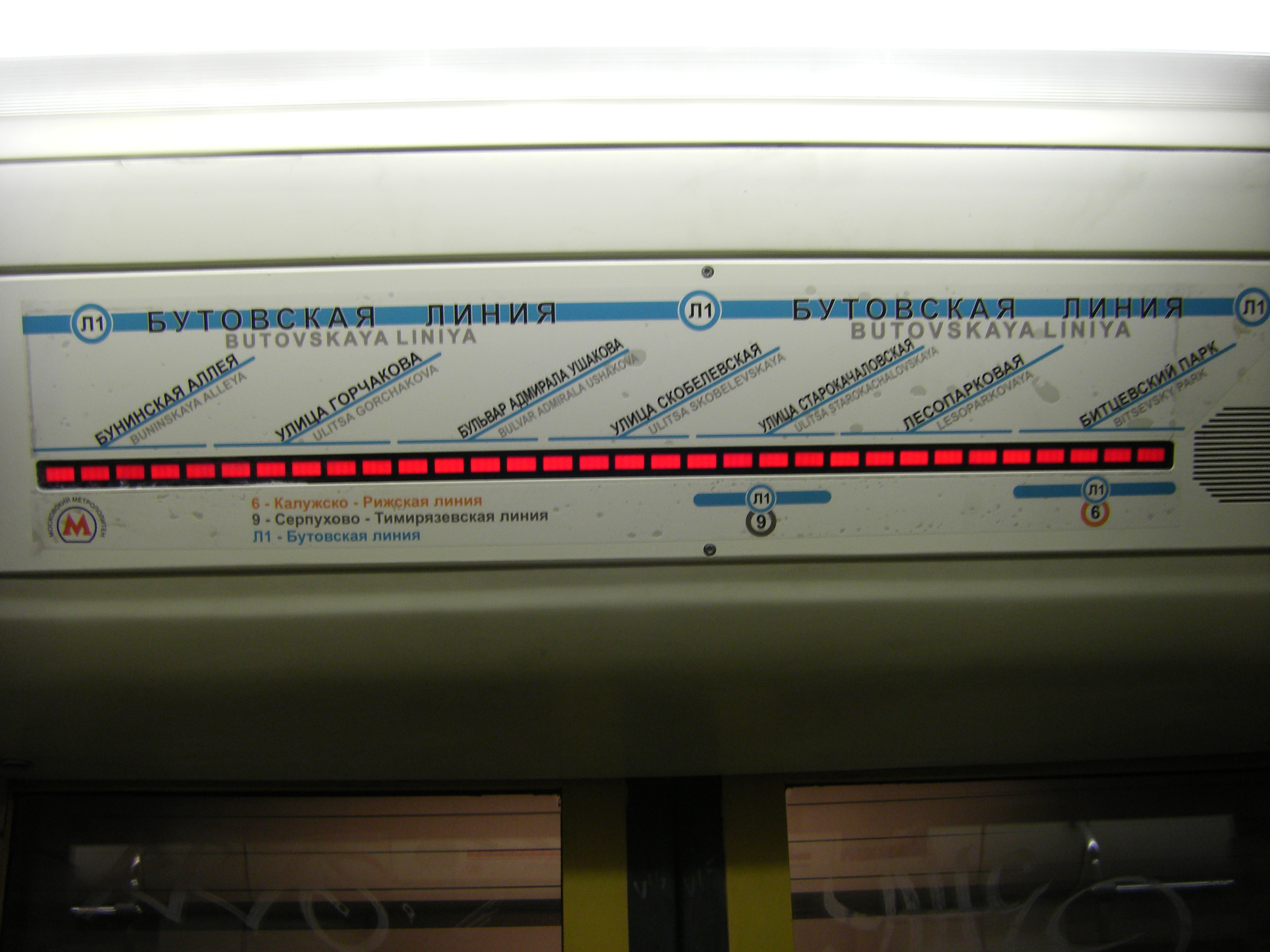
Схема Бутівської лінії в поїзді 81-740/741 ("Русич ") станом на 28 лютого 2014 року.